# Естер Бајер
Естер Бајер (Логор Сајмиште, 31. јануар 1942) најмлађа је преживела жртва Холокауста у Београду. Превремено рођена у логору Сајмиште, који је био под окупацијом Независне Државе Хрватске, сплетом одређених околности наставила је живот изван овог логора смрти током Другог светског рата и након ослобођења. Убрзо након рођења је остала без своје најуже породице, а њено јеврејско порекло је било скривено под именом Олгица, како су је њени заштитници назвали, штитећи је од прогона.

## Биографија
Родитељи Естер Бајер били су Естер Албахари, сефардска Јеврејка и Александар Бајер, немачки протестант чији деда је дошао у Србију послом вртлара у дворовима и летњиковцима Обреновића.
Пошто су родитеље мајке Естер Бајер, који су живели на Дорћолу у Душановој улици, Немци одвели у логор Старо Сајмиште, Естер Албахари је одлучила да их посети, иако је била у поодмаклој трудноћи.
Двоје своје старије деце оставила је код свекра и свекрве, а потом отишла у Улицу Џорџа Вашингтона где су сви Јевреји били у обавези да се пријаве. Како је била удата за Немца протестанта, а који је већ био отишао у партизане, наводно су јој у канцеларији испрва рекли да оде кући, међутим, пошто се није дала одвратити, и њу су транспортовали у логор. Тамо се породила пре времена и родила је девојчицу у седмом месецу трудноће. Недоношче од 900 грама је из логора изнео рођак Драган Петковић, јер је у логору радио као медицински радник. Однео ју је у Центар за заштиту деце, одојчади и омладине, у Звечанску.
Поступак одвођења Естер Бајер и њено одгајање је одрађено у тајности пошто су Немци стално проверавали да ли у дому има скривене јеврејске деце. Беби су дали српско име Олгица.
Пар дана након што је беба Олгица прошверцована из логора, Естер Албахари, и њени родитељи, угушени су у „душегупки” у којој су транспортовани са другим Јеврејима до масовне гробнице у Јајинцима.
Олгица је у дому за незбринуту децу остала до 1945. године, када је по њу дошао њен деда са очеве стране, капетан речног брода, Вилим Бајер, а који је учествовао у спашавању Јевреја из Кладовског транспорта.
У знак сећања на мајку, Олгица ће узети њено име Естер, а у захвалности према свом деди који ју је подигао, и након удаје, ће задржати презиме Бајер.
Естер Бајер је данас активни члан Јеврејске општине Београда. Активни је борац да се на месту озлоглашеног логора подигне меморијални центар.

### Смрт у душегупкама
Душегупка у којој су убијени мајка, бака и деда Естер Бајер, довезена је из Берлина у Београд у фебруару 1942. године, да би се отпочело са масовним уништавањем Јевреја у Србији. То су били камиони типа „Заурер“ од пет тона који су могли  да приме 50 жртава. Жртве су гушене у херметички затвореној унутрашњости камиона тако што би се издувни гасови, угљен-моноксид, спроводили у њу. То би се дешавало на путу до Јајинаца где су већ биле ископане раке. Сведоци су причали о језивим сценама које су затицали робијаши који су износили лешеве из "душегупки" у Јајинцима. Наиме, мајке и деца, читаве породице, загрљене у самртном ропцу, често није било лако одвојити.
Помоћу ових камиона-убица у периоду од почетка априла до краја маја 1942. угушено је око 8.000 Јевреја и 500 партизана у Београду. Жртве су узимане из логора Бањица и Сајмиште. Након овог масовног уништавања, генерал Лер је рекао да је јеврејско питање решено у Србији, па су се душегупке после овога повукле.

## Легат Естер Бајер
Естер Бајер је 2021. потписала уговор о легату са Удружењем за културу, уметност и међународну сарадњу Адлигат, којем је поклонила целу своју библиотеку и архиву, укључујући оригиналне предратне фотографије породице, као и предмете из свог стана, пре свега везаних за Јевреје у Србији.